# Siljansfors
Siljansfors är en ort i Mora kommun vid E45 och Inlandsbanan. Orten genomflyts av Ryssån.
Siljansfors skogsmuseum skildrar skogsbruket och platsens förflutna som järnbruk. Siljansfors försökspark inrättades 1921 och tillhör Sveriges lantbruksuniversitet.
Vid Inlandsbanan finns hållplatsen Siljansfors, som har återställts till det skick den var när sträckan trafikerades. Det finns en kort plattform av trä, ett påstigningsmärke (plåtstins) och namnskylt.

## Historik
År 1738 erhöll Jöns Flygare och Peter Svartz privilegier för att uppföra en masugn och en stångjärnshammare med två härdar vid Siljansfors. Malmen till masugnen togs ursprungligen från Gryss järngruvor i Åls socken, senare från Sörskog, och fördes sjöledes till Skålnäs vid Ryssåns utflöde i Siljan. Järnbrukets produkter fördes även de över Siljan, och på Dalälven ned till Båtsta i Stora Tuna socken och därifrån över Västerås till Stockholm. Senare förde man varorna till Korsnäs vid Falun och därifrån med järnväg till Gävle. Efterhand byggdes även en stångjärnssmedja med 5 härdar, vällugn och 4 hammare, en spiksmedja, en klensmedja, kvarn, såg och tröskverk, samt 1861 ett bessemerverk med två stående ugnar.
Brukets stämpel var 1779 dalpilarna med en krona upptill mellan spetsarna och en mitt på korsningen samt ett I därunder. 1858 stämplade man med ett S mitt på en lodrätt pil och 1864 använde man en snedställd båge med en pil.
Vattentillgången i Ryssån var dock knapp. Brukspatron Th. A. Aspelin, vars bolag 1858 köpte bruket, måste anlägga en kanal för att få tillräckligt med vatten. Det sena 1800-talet innebar en hårdnande konkurrens från de större mer centralt belägna bruken och 1876 lades driften ned. Bruket köptes av ett konsortium av Korsnäs, Kopparberg-Hofors och Stora Kopparbergs bergslags AB för skogsinnehavets skull. Senare blev Korsnäs och därefter Stora Kopparberg ensamma ägare av bruket. 1880-84 hade man en arrendator boende här.
Idag återstår endast masugnsruinen från 1830-talet och ruinerna av en spiksmedja och bessemerverket. Kvar finns även en skogsarbetarförläggning från 1920-talet och en bevarad flottningsled.